# Circondario dei Komi-Permiacchi

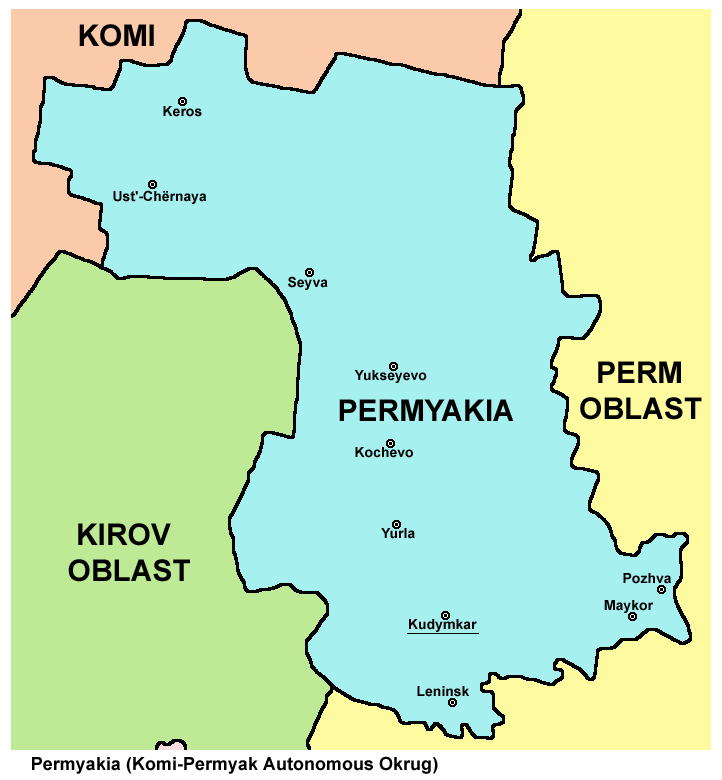

Il circondario autonomo dei Komi-Permiacchi (in russo Ко́ми-Пермя́цкий автономный о́круг?, Komi-Permjackij avtonomnyj okrug; in permiaco Коми-Пермяцкöй автономнöй округ, Komi-Permjacköj avtonomnöj okrug), detto anche Permiacchia o Komi-Permiacchia, è stato un circondario autonomo della Russia. Ha perso lo status di soggetto federale il 1º dicembre 2005 a seguito di un referendum unendosi con l'oblast' di Perm' per formare il territorio di Perm', di cui costituisce una entità amministrativo-territoriale con status speciale, il circondario dei Komi-Permiacchi (in russo Ко́ми-Пермя́цкий о́круг?, Kómi-Permjáckij ókrug; in permiaco Коми-Пермяцкöй округ, Komi-Permjacköj okrug).
Confina con l'oblast' di Kirov e la Repubblica dei Komi.

## Storia
Il circondario fu creato il 26 febbraio 1925 per dare autonomia amministrativa al popolo dei Komi-Permiacchi, una branca del popolo Komi, residenti nell'oblast' di Perm'.

## Società

### Evoluzione demografica
Popolazione (2002): 134 000
Gruppi etnici:
- 80 327 di etnia komi (59%)
- 51 496 di etnia russa (38,2 %)
- 3 803 di altre etnie (2,8 %)

## Geografia antropica

### Suddivisioni amministrative
Il circondario autonomo si divide in 6 distretti (rajon) ed una città autonoma, ossia il capoluogo Kudymkar. I 6 distretti sono:
- Gajnskij (Gajny)
- Kočëvskij (Kočëvo)
- Kosinskij (Kosa)
- Jurlinskij (Jurla)
- Jus'vinskij (Jus'va)
- Kudymkarskij (Kudymkar)

## Fuso orario
La Komi-Permiacchia si trova nel Fuso Orario di Ekaterinburg (UTC+5) (YEKT).